# Miguel Najdorf
Miguel Najdorf, pseudônimo de Mieczysław Najdorf, (nascido em 5 de abril de 1910, em Varsóvia, Polônia  — falecido em 4 de julho de 1997, em Málaga, Espanha ) foi um célebre enxadrista de origem polaca nacionalizado argentino, que alcançou o título de Grande Mestre, outorgado pela FIDE.
Sua mais importante contribuição para a teoria das aberturas é a variante Najdorf da Defesa Siciliana, sendo considerado um dos sistemas mais populares no enxadrismo moderno.
Najdorf foi também um respeitado jornalista que escrevia uma coluna popular sobre xadrez no jornal Buenos Aires Clarin.

## Principais resultados em torneios
| Data | Local         | Colocação | Observações                                                                          |
| ---- | ------------- | --------- | ------------------------------------------------------------------------------------ |
| 1946 | Groninga 1946 | 4         | Vencido por Mikhail Botvinnik, com Max Euwe em segundo e Vasily Smyslov em terceiro. |